# Krković
Krković es una localidad de Croacia en el ejido de la ciudad de Skradin, condado de Šibenik-Knin.

## Geografía
Se encuentra a una altitud de 165 m s. n. m. a 323 km de la capital nacional, Zagreb.

## Demografía
En el censo 2011 el total de población de la localidad fue de 1899 habitantes.
| Gráfica de población de Krković 1857-2011                           |
|                                                                     |
| Según los censos de población de la oficina estadística de Croacia. |